# Cranbrook, Devon
Cranbrook är en stad och civil parish i East Devon i Devon i England. Orten har 2 200 invånare (2015, ungefär).